# Dicksonia arborescens
Dicksonia arborescens (Engels: Saint Helena tree fern) is een boomvaren uit de familie Dicksoniaceae. De soort is endemisch op het eiland Sint-Helena. Hij groeit daar te midden van vegetatie op de hoogste delen van de centrale bergkam op het eiland. De soort staat op de Rode Lijst van de IUCN geklasseerd als 'kwetsbaar'.